# Aldo Lo Schiavo
Aldo Lo Schiavo (Locri, 18 luglio 1934 – Roma, 31 marzo 2022) è stato uno storico della filosofia italiano.

## Biografia
Lo Schiavo si è laureato in giurisprudenza all'università di Bologna e in filosofia all'università La Sapienza.  Dopo aver studiato l'idealismo di Giovanni Gentile si è dedicato alla filosofia greca, nello specifico dai presocratici fino a Platone.

## Opere
- La filosofia politica di Giovanni Gentile, Roma, Armando, 1971
- Introduzione a Gentile, Bari, Laterza, 1974
- Il contributo della tragedia attica al razionalismo antico, Roma, 1979

Allo studio del pensiero greco, dalle origini a Platone, ha dedicato i seguenti lavori:
- Omero filosofo. L'enciclopedia omerica e le origini del razionalismo greco, Firenze, Le Monnier, 1983
- Charites. Il segno della distinzione, Napoli, Bibliopolis, 1993
- Themis e la sapienza dell'ordine cosmico, Napoli, Bibliopolis, 1997
- Filosofia del mito greco, Roma, IPS Editrice, 2000
- Il fondamento pluralista del pensiero greco, Napoli, Bibliopolis, 2003
- Platone e le misure della sapienza, Napoli, Bibliopolis, 2008
- La filosofia politica di Platone, Napoli, Bibliopolis, 2010

Dopo sette volumi dedicati al mondo greco e alla storia della filosofia antica, si è dedicato allo studio della civiltà romana e ha pubblicato:
- Roma e la romanizzazione. I fondamenti della Civiltà Romana, Napoli, Bibliopolis, 2013